# Роджерсвілл (Нью-Брансвік)
Роджерсвілл (англ. Rogersville) — село в Канаді, у провінції Нью-Брансвік, у складі графства Нортамберленд.

## Населення
За даними перепису 2016 року, село нараховувало 1166 осіб, показавши скорочення на 0,3%, порівняно з 2011-м роком. Середня густина населення становила 161,9 осіб/км².
З офіційних мов обидвома одночасно володіли 890 жителів, тільки англійською — 45, тільки французькою — 140.
Працездатне населення становило 48,4% усього населення, рівень безробіття — 14,1%.
Середній дохід на особу становив $30 105 (медіана $23 440), при цьому для чоловіків — $35 410, а для жінок $25 574 (медіани — $29 024 та $20 685 відповідно).
20,5% мешканців мали закінчену шкільну освіту, не мали закінченої шкільної освіти — 45,3%, 34,7% мали післяшкільну освіту, з яких 12,1% мали диплом бакалавра, або вищий.
| Статево-вікова структура населення | Статево-вікова структура населення | Статево-вікова структура населення | Статево-вікова структура населення | Статево-вікова структура населення |
| ---------------------------------- | ---------------------------------- | ---------------------------------- | ---------------------------------- | ---------------------------------- |
|                                    |                                    |                                    |                                    |                                    |
| Всього                             | Всього                             | 45,5%54,5%                         |                                    |                                    |
| 0 — 14 років                       | 0 — 14 років                       |                                    | 10,3%                              | 10,3%                              |
| 15 — 64 років                      | 15 — 64 років                      |                                    | 53,8%                              | 53,8%                              |
| 65 і більше                        | 65 і більше                        |                                    | 35,9%                              | 35,9%                              |
| 85 і більше                        | 85 і більше                        |                                    | 7,7%                               | 7,7%                               |
| Середній вік (років)               | Середній вік (років)               | 51,155,0                           | 53,2                               | 53,2                               |
| Медіана (років)                    | Медіана (років)                    | 55,058,4                           | 56,9                               | 56,9                               |
| — чоловіки — жінки                 |                                    |                                    |                                    |                                    |

| Походження мешканців:     | Походження мешканців:     | Походження мешканців: | Походження мешканців: | Походження мешканців: |
| ------------------------- | ------------------------- | --------------------- | --------------------- | --------------------- |
| Походження                |                           |                       | осіб                  | %                     |
| Корінні американці        | Корінні американці        |                       | 80                    | 7.48%                 |
| Інше північноамериканське | Інше північноамериканське |                       | 895                   | 83.64%                |
| Європейське               | Європейське               |                       | 445                   | 41.59%                |
| британське                | британське                |                       | 130                   | 12.15%                |
| французьке                | французьке                |                       | 380                   | 35.51%                |
| Африканське               | Африканське               |                       | 10                    | 0.93%                 |

## Клімат
Середня річна температура становить 4,6°C, середня максимальна – 23,3°C, а середня мінімальна – -17°C. Середня річна кількість опадів – 1 155 мм.
| Клімат поселення                              | Клімат поселення | Клімат поселення | Клімат поселення | Клімат поселення | Клімат поселення | Клімат поселення | Клімат поселення | Клімат поселення | Клімат поселення | Клімат поселення | Клімат поселення | Клімат поселення | Клімат поселення |
| Показник                                      | Січ.             | Лют.             | Бер.             | Квіт.            | Трав.            | Черв.            | Лип.             | Серп.            | Вер.             | Жовт.            | Лист.            | Груд.            |                  |
| Середній максимум, °C                         | −4,03            | −2,85            | 2,86             | 9,11             | 16,15            | 21,68            | 23,27            | 22,30            | 17,39            | 11,30            | 5,20             | −2,4             |                  |
| Середня температура, °C                       | −10,53           | −9,34            | −3,63            | 2,62             | 9,66             | 15,19            | 18,93            | 17,92            | 13,01            | 6,99             | 0,88             | −6,77            |                  |
| Середній мінімум, °C                          | −17,04           | −15,83           | −10,12           | −3,87            | 3,15             | 8,70             | 14,58            | 13,60            | 8,70             | 2,61             | −3,49            | −11,1            |                  |
| Норма опадів, мм                              | 103              | 79               | 97               | 91               | 105              | 91               | 106              | 90               | 90               | 98               | 105              | 100              |                  |
| Середньомісячна швидкість вітру, м/с          | 3.80             | 3.77             | 3.96             | 3.84             | 3.50             | 3.08             | 2.80             | 2.70             | 2.93             | 3.30             | 3.52             | 3.74             |                  |
| Середньомісячна сонячна радіація, кДж/м²·день | 5186             | 8616             | 12360            | 15277            | 18174            | 20204            | 19880            | 17459            | 12968            | 8166             | 4813             | 3901             |                  |
| --------------------------------------------- | ---------------- | ---------------- | ---------------- | ---------------- | ---------------- | ---------------- | ---------------- | ---------------- | ---------------- | ---------------- | ---------------- | ---------------- | ---------------- |
| Джерело:                                      |                  |                  |                  |                  |                  |                  |                  |                  |                  |                  |                  |                  |                  |